# Lichtbruine meldekokermot
De lichtbruine meldekokermot (Coleophora atriplicis) is een vlinder uit de familie kokermotten (Coleophoridae). De wetenschappelijke naam is voor het eerst geldig gepubliceerd in 1928 door Meyrick.
De soort komt voor in Europa.